# 鄒仲實
鄒仲實，江西饒州府樂平縣桐林鄉人，明朝政治人物。
洪武十八年（1385年），鄒仲實中式乙丑科三甲第八名進士，授国子监助教。

### 基本資料
姓名：邹仲实
　　性别：男
　　出生年月：未知
　　朝代：明朝
　　民族：汉族
　　职业：官吏

### 文獻記載
《明太祖实录》（卷172）：“丙子以第一甲赐进士及第丁显等为翰林院脩撰第二甲赐进士出身马京等为编脩吴文为检讨李震为承敕郎陈广为中书舍人第三甲赐同进士出身危瓛为卫府纪善李鸣冈为潭府奉祠正杨靖为吏科庶吉士黄耕为承敕郎蹇瑢等为中书舍人邹仲实为国子监助教瑢后赐名义其诸进士”。